# 크래시 (드라마)
《크래시》는 2024년 5월 13일부터 2024년 6월 18일까지 방송되었던 ENA 월화 드라마였다.

## 프로그램 소개
도로 위 빌런들을 끝까지 추적하는 교통범죄수사팀의 노브레이크 직진 수사극

## 제작진

### 제작사
- 에이스토리

### 극본
- 오수진 : 영화 《북경반점》(연출부), 영화 《신부수업》(각색) 집필

### 연출
- 박준우 : SBS TV 《그것이 알고싶다》(공동 연출), SBS TV 《SBS 스페셜》(공동 연출), SBS TV 《●REC》(공동 연출), SBS TV 《궁금한 이야기 Y》(공동 연출), KBS 2TV 《감성다큐 미지수》(공동 연출), SBS 수목 드라마 《닥터 탐정》(연출), MBC TV 《실화탐사대》(공동 연출), SBS 금토 드라마 《모범택시》(연출), SBS TV 《신발 벗고 돌싱포맨》(공동 연출) 연출

## 등장 인물

### 주요 인물: TCI팀
- 이민기 : 차연호 역
- 곽선영 : 민소희 역
- 허성태 : 정채만 역
- 이호철 : 우동기 역
- 최문희 : 어현경 역

### 남강경찰서
- 백현진 : 구경모 역
- 김광식 : 고재덕 역
- 오대석 : 소병길 역
- 양조아 : 염보연 역
- 오의식 : 이태주 역
- 허정도 : 표명학 역

### 주변 인물
- 강기둥 : 표정욱 역
- 이유준[1] : 양석찬 역
- 허지원[2] : 양재영 역

### 에피소드별 인물

#### 1~2화: 독거노인 교통사고 위장 살인사건
- 배유람 : 정호규 역
- 미상 : 송지만 역
- 박지아 : 박현정 역
- 이규원 : 조석태 역

#### 3화: 귀신터널 카르텔 사건
- 미상 : 최범구 역
- 미상 : 이승학 역
- 미상 : 신정근 역

#### 4~6화: 주취자 역과사고 사건 & 서울 서북부 연쇄 강도강간 사건
- 김진연 : 박성진 역
- 김승윤 : 서유정 역

#### 7~8화: 탁송차 기사 피해 사고
- 한상조 : 한경수 역
- 고동업 : 서영철 역
- 양병열 : 서동우 역

#### 9~11화: 콜뛰기[3]뺑소니 사건 & 대전 은동 사거리 교통사고 사
- 미상 : 이병찬 역 - 콜뛰기 차량 기사 역
- 미상 : 윤미진 역 - 콜뛰기 차량의 지정 업소 종업원 역
- 김대호 : 김현민 역
- 하성광 : 이정섭 역

#### 12화: 화평도 여고생 실종 사건
- 한지원 : 승아 역
- 김아론 : 아르민 역

### 그 외 인물
- 유승목 : 민용건 역
- 미상 : 차규민 역
- 고은민 : 이현수 역 (†)
- 태항호 : 강창석 역
- 허지원 : 양재영 역
- 미상 : 조문주 역
- 미상 : 정체불명의 인물 역
- 미상 : 사고를 낸 기사 역
- 미상 : 휴게소 직원 역
- 미상 : 휴게소 직원의 여자친구 역
- 미상 : 카 캐리어에서 떨어져 나간 라쳇 버클이 가슴에 박혀 사망한 피해자 역
- 미상 : 카 캐리어에서 떨어져 나간 라쳇 버클이 가슴에 박혀 사망한 피해자의 임신한 아내 역
- 미상 : 유명 배우 역
- 김진연 : 박성진 역
- 미상 : 표정욱의 변호사 역
- 미상 : 기자 역
- 미상 : 국과수 분석관 역
- 미상 : 동네 어르신 역

### 특별 출연
- 심소영 : 식당 주인 / 무당 / 김민주의 어머니 / 마담 / 화평도 마을 이장 역 (1~4회, 9회, 11회~12회)
- 이규원[4] : 나레이션 역 (2회)
- 이나은 : 김민주 역 (4회)
- 주현 : 우길순 역 (7~8회)
- 박지영 : 신소정 역 - 경찰청 본청 감사관[5][6] (11~12회)

## 시청률
최저 시청률과 최고 시청률은 시청률 조사회사와 지역별로 시청률에 차이가 있을 수 있습니다.
| 회차   | 방송일   | AGB 시청률     | AGB 시청률   |
| 회차   | 방송일   | 대한민국(전국) | 서울(수도권) |
| ------ | -------- | -------------- | ------------ |
| 제1회  | 5월 13일 | 2.232%         | 2.640%       |
| 제2회  | 5월 14일 | 3.039%         | 3.016%       |
| 제3회  | 5월 20일 | 3.801%         | 4.087%       |
| 제4회  | 5월 21일 | 4.084%         | 4.197%       |
| 제5회  | 5월 27일 | 4.116%         | 4.340%       |
| 제6회  | 5월 28일 | 5.035%         | 5.269%       |
| 제7회  | 6월 3일  | 5.076%         | 5.382%       |
| 제8회  | 6월 4일  | 5.870%         | 6.167%       |
| 제9회  | 6월 10일 | 5.427%         | 5.685%       |
| 제10회 | 6월 11일 | 6.345%         | 6.537%       |
| 제11회 | 6월 17일 | 5.454%         | 5.518%       |
| 제12회 | 6월 18일 | 6.619%         | 6.943%       |